# (1784) Benguella
(1784) Benguella ist ein Asteroid des Hauptgürtels, der am 30. Juni 1935 vom südafrikanischen Astronomen Cyril V. Jackson in Johannesburg entdeckt wurde.
Benannt ist der Asteroid nach der angolanischen Stadt Benguela, die früher auch Benguella geschrieben wurde.